# オフリド地域の自然・文化遺産
オフリド地域の自然・文化遺産（オフリドちいきのしぜん・ぶんかいさん）は、北マケドニアとアルバニアにまたがるUNESCOの世界遺産リスト登録物件である。世界最古の湖とも言われる清澄なオフリド湖の美しい景観、そしてそれと調和して発達してきた北マケドニアの都市オフリドに残るキリスト教建築物やイコンなどが評価されたものである。1979年に自然遺産として登録され、翌年、ヨーロッパでは初めてとなる複合遺産として拡大登録された。2019年にはアルバニア側にも拡大された。

## 登録経緯
世界遺産条約発効当初、オフリドはユーゴスラビア社会主義連邦共和国に属していた。世界遺産リストへの物件の登録が始まったのは、1978年の第2回世界遺産委員会からである。この物件はその翌年の第3回世界遺産委員会に向けて、諮問機関である国際自然保護連合 (IUCN) が「登録延期」を勧告していたが、世界遺産リストに加えられた。ただし、その時点での登録名は「オフリド湖」(Lake Ohrid) で、自然遺産としての登録だった。
翌年にオフリドの文化遺産の拡大登録が認められ、複合遺産となった。それに伴い、名称も「オフリド地域の文化的・歴史的景観とその自然環境」と変更された。複合遺産の登録は、前年のティカル国立公園（グアテマラの世界遺産、1979年登録）に次いで2件目、ヨーロッパでは初であった。
ユーゴスラビアの解体に伴って、オフリドを保有する構成国であったマケドニア社会主義共和国がマケドニア共和国として独立すると、その国の世界遺産となった。
2006年には現在の登録名称に変更された。2008年の第32回世界遺産委員会では登録範囲に関する軽微な変更を申請したが、「情報照会」決議となって見送られた。これについては、翌年の第33回世界遺産委員会で承認された。
2019年には、アルバニア側への拡大が承認された。

### 登録名
複合遺産としての当初の正式名は、Ohrid Region with its Cultural and Historical Aspect and its Natural Environment （英語）、Contrée naturelle et culturo-historique d'Ohrid （フランス語）であった。その当時の日本語訳は資料によって以下のような違いがあった。
- オフリド地域の文化的・歴史的景観とその自然環境 - 日本ユネスコ協会連盟[6][注釈 2]
- オフリド地方の歴史的建造物と自然 - 世界遺産センター/講談社[7]
- オフリド地域、その文化・歴史・自然環境 - 近畿日本ツーリスト[8]

2006年の名称変更後の正式登録名はNatural and Cultural Heritage of the Ohrid region （英語）、Patrimoine naturel et culturel de la région d’Ohrid （フランス語）である。その日本語訳は、以下のように若干の揺れがある。
- オフリド地域の自然遺産及び文化遺産 - 日本ユネスコ協会連盟[9]
- オフリド地方の自然及び文化遺産 - 世界遺産アカデミー[10]
- オフリッド地域の自然・文化遺産 - 古田陽久 古田真美[11]

## 文化遺産

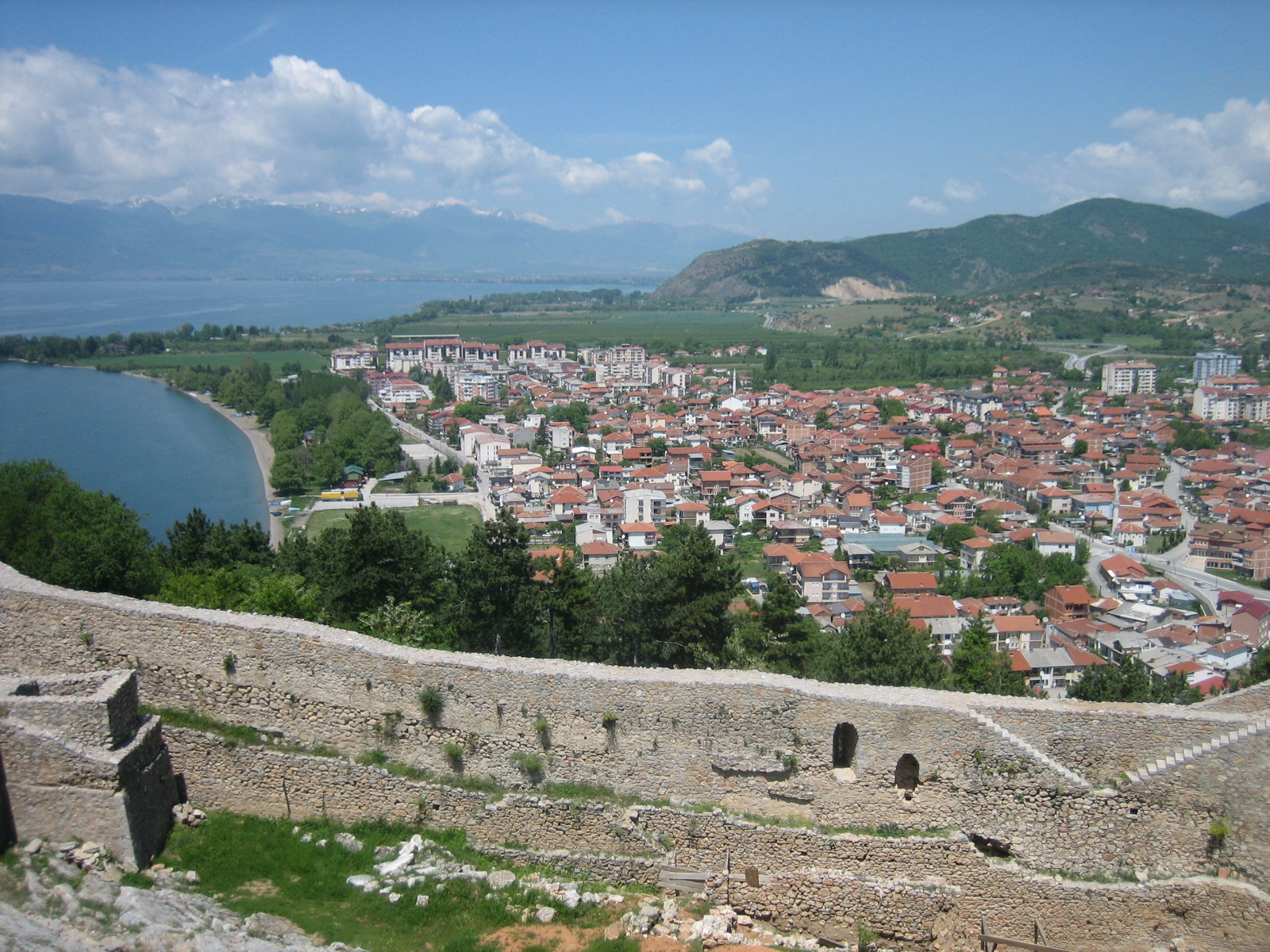
オフリド市街とオフリド湖。手前はサムイルの要塞

オフリドの歴史は古く、後述するように、ヨーロッパでも最古の人類の定住地の一つと見なされている。紀元前12世紀から紀元前4世紀にはイリュリア人都市があり、当時は「光り輝く街」を意味するリュクドニスと呼ばれていた。前148年にはローマ帝国に属したが、その地理的重要性からさらに繁栄した。
3世紀末にはキリスト教が伝わっていたとされるが、世界遺産登録理由との関連では、9世紀末の聖クリメントと聖ナウムの活動が重要である。オフリドはスラブ語の「切り立つ岩の上」を語源とする地名であり、この地へのスラブ人の移住は7世紀のことであった（文献上の「オフリド」の登場は9世紀）。当時のオフリドは第一次ブルガリア帝国に属しており、聖キュリロスと聖メトディオスの弟子であったクリメント、そしてその兄であったナウムは、皇帝ボリス1世の命令でオフリドに派遣され、その地で精力的な活動を行なった。クリメントとナウムの活動は、オフリドを「バルカン屈指の宗教、教育、文化センターにした」とか、「スラブ世界最初のキリスト教文化の基礎を築いた」ものとされている。
オフリドは皇帝サムイルのときに首都となり（997年）、総主教座も置かれたが、サムイルの敗北と死を経て、ビザンツ帝国に属することとなった。このビザンツ帝国時代に多くの聖堂が建設され、優れたフレスコ画も多く描かれた。
しかし、1398年にオスマン帝国領となって以降は、聖堂のモスクへの転用が行われ、それとともにフレスコ画群も多くが塗りつぶされてしまった。それらは20世紀になると、復元工事が行われ、1951年には国際連合教育科学文化機関も協力した。世界遺産登録後も、1986年に壁画の保存などを目的として、世界遺産基金から2万USDが拠出されている。
以下、主な聖堂について概説する。

### スヴェーティ・クリメント聖堂
スヴェーティ・クリメント聖堂（聖クリメント聖堂）は1295年に建てられた聖堂で、もとは生神女に献堂されていたが、聖クリメントの遺骸が移されたことに伴い、その名を冠して呼ばれるようになった。描かれている壁画には創建当初の年号とともに、手がけた2人の画家ミハイル（ミヒャル）とエウティヒオスの名が記されている。この2人はセルビアやマケドニアでいくつものフレスコ画を手がけており、明暗の示し方や色彩の配置などに特色がある。
併設されているイコン美術館に所蔵されているのは、11世紀から19世紀の作品で、そのコレクションは世界的な知名度を有している。

### スヴェータ・ソフィア大聖堂

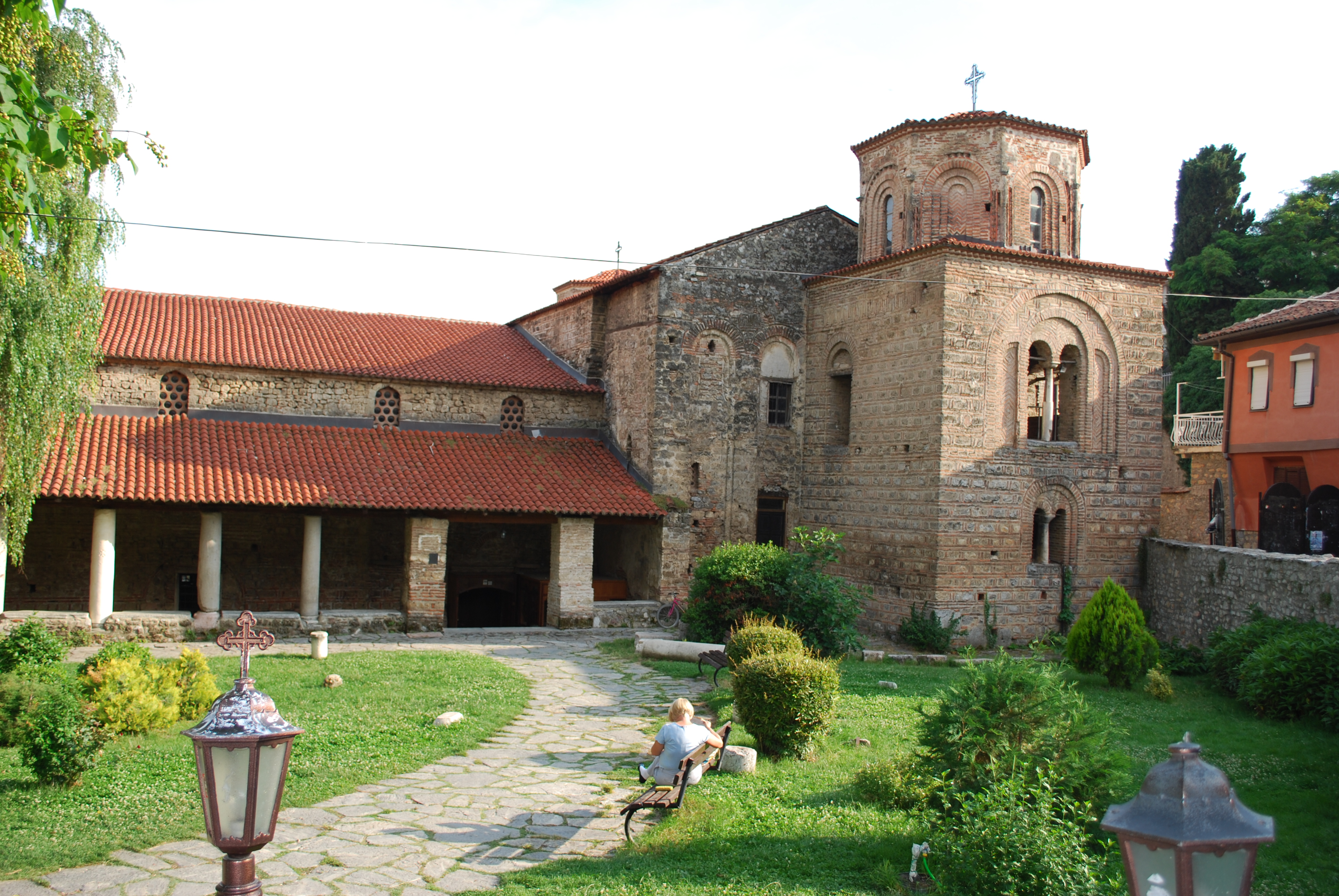
スヴェータ・ソフィア大聖堂

スヴェータ・ソフィア大聖堂（聖ソフィア聖堂、聖ソフィヤ大聖堂）は、11世紀初頭に建造された聖堂で、前身は皇帝のバシリカであった。主要部分は11世紀半ばに描かれたもので、14世紀までに描かれたものが復元されている。この大聖堂には、1140年から1150年頃に描かれた主の昇天（天井画）をはじめ、幼児を抱く生神女の座像、使徒たちの領聖などを描いたフレスコ画が残り、バルカン半島のビザンティン美術の中でも傑作とされている。

### スヴェーティ・ヨヴァン・カネオ聖堂
スヴェーティ・ヨヴァン・カネオ聖堂（聖ヨバン・カネヨ教会、聖ヨハネ・カネヨ教会）は、13世紀に建造された聖堂で、湖畔の切り立った崖の上にあることから、絵になる立地の聖堂として知られている。映画『ビフォア・ザ・レイン』でも、作品の舞台として登場した。

### スヴェーティ・ナウム聖堂

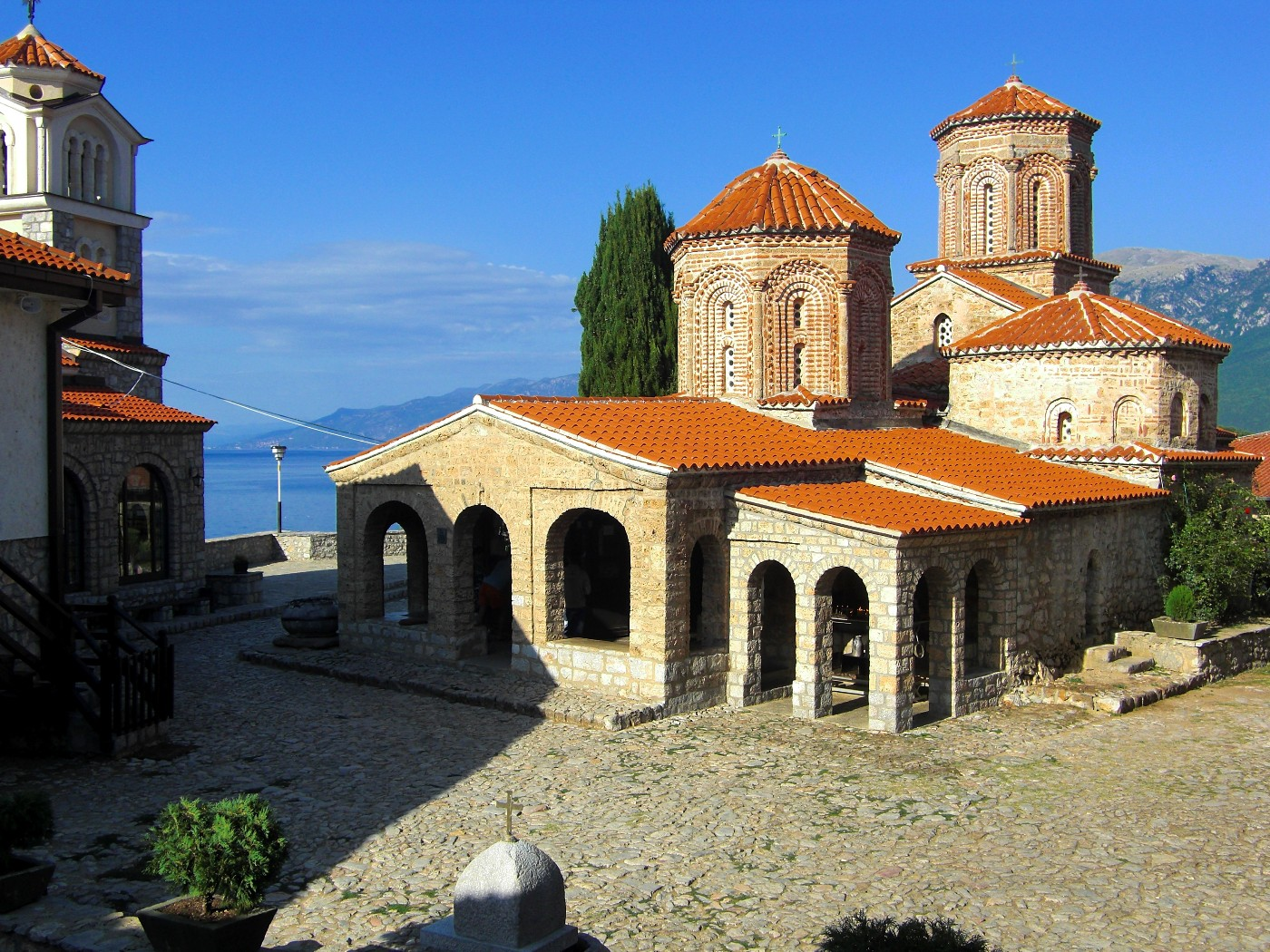
スヴェーティ・ナウム聖堂

オフリドの市街地から離れた北マケドニア共和国領内のオフリド湖の南縁に位置する聖ナウム修道院の主聖堂で、16世紀に建てられた。17世紀に破壊されたが、現在は内部のフレスコ画ともども復元されている。

## 自然遺産

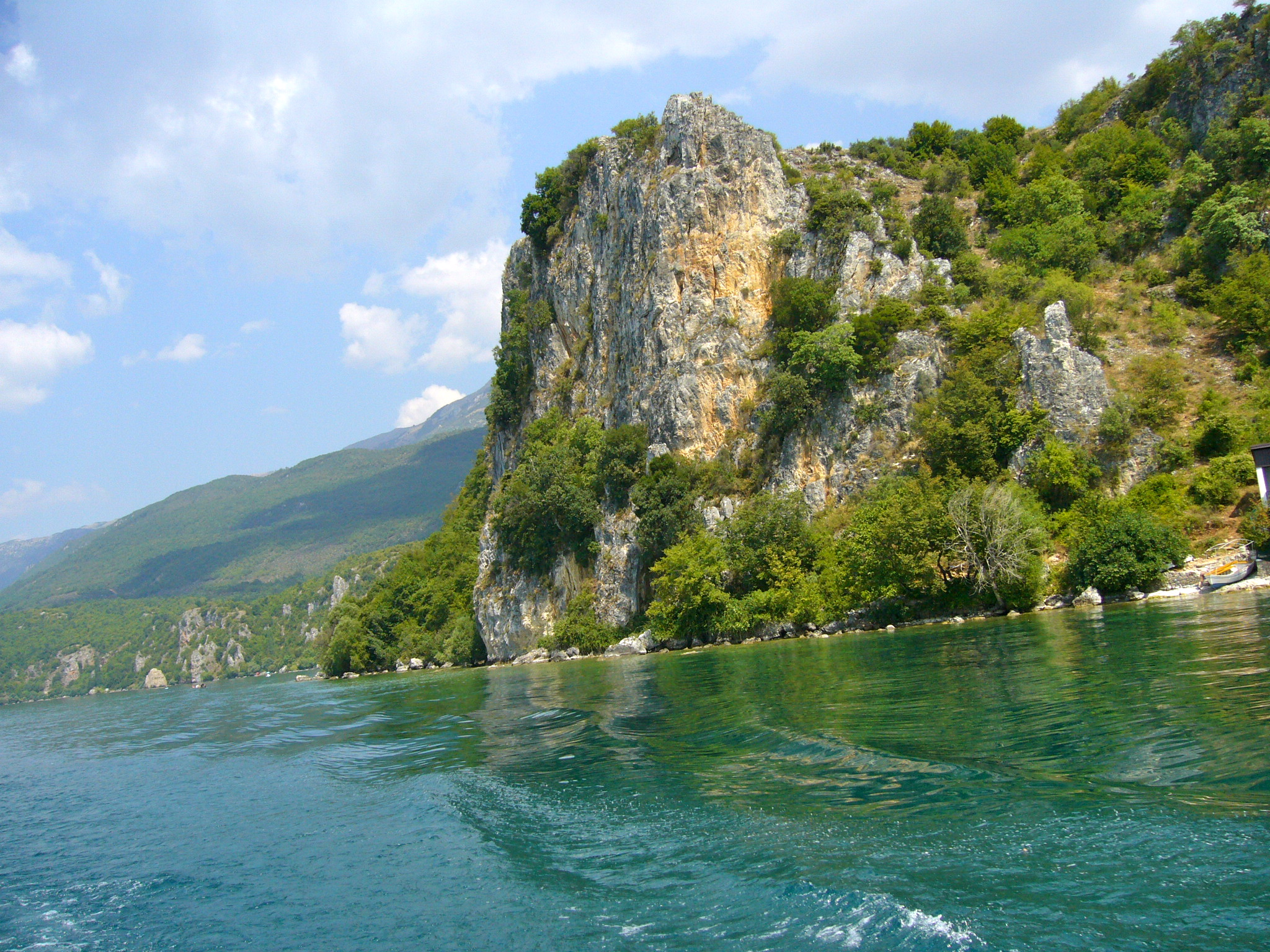
オフリド湖の景観

オフリド湖は北マケドニア共和国とアルバニアに属する湖で、バルカン半島では最大である。付近には北マケドニア共和国で最高峰のコラブ山を擁し、透明度が高いことでも知られ、その美しさに定評がある。北マケドニア共和国は内陸国のため、オフリド湖に対する国民の思い入れは強い。
その形成は約500万年前とされる。海底の隆起によって形成された一種の海跡湖で、これほどの古代湖は、世界でもバイカル湖、タンガニーカ湖くらいしかないとされ、世界最古級と見積もられている。湖面標高695 m、水深286 m、面積348 km2（うち北マケドニア共和国部分は3分の2）のこの湖は、年間を通じて凍結することがなく、、大昔の生物相を引き継いだ希少な生態系が保存されている。特に藻類、珪藻、底生生物に固有種が多く、魚類（17種が固有種）、扁形動物（ウズムシ）、小さなカニの仲間（甲殻類）などでは固有種が過半数を占め、巻貝類に至っては約9割が固有種である。魚類は2種の固有種のマスのほか、危急種のアルブルヌス・ベルウィカ（Alburnus belvica, コイ科）が棲息する。
北マケドニア共和国内のオフリド湖は、1958年に設定されたガリツィツァ国立公園に含まれており、周辺の湿地には希少な鳥類も見られる。たとえば、ニシハイイロペリカン、カタシロワシ、ヒメチョウゲンボウなどである（いずれも危急種）。

## 登録基準
この世界遺産は世界遺産登録基準のうち、以下の条件を満たし、登録された（以下の基準は世界遺産センター公表の登録基準からの翻訳、引用である）。
- (1) 人類の創造的才能を表現する傑作。
- (3) 現存するまたは消滅した文化的伝統または文明の、唯一のまたは少なくとも稀な証拠。
- (4) 人類の歴史上重要な時代を例証する建築様式、建築物群、技術の集積または景観の優れた例。
- (7) ひときわすぐれた自然美及び美的な重要性をもつ最高の自然現象または地域を含むもの。

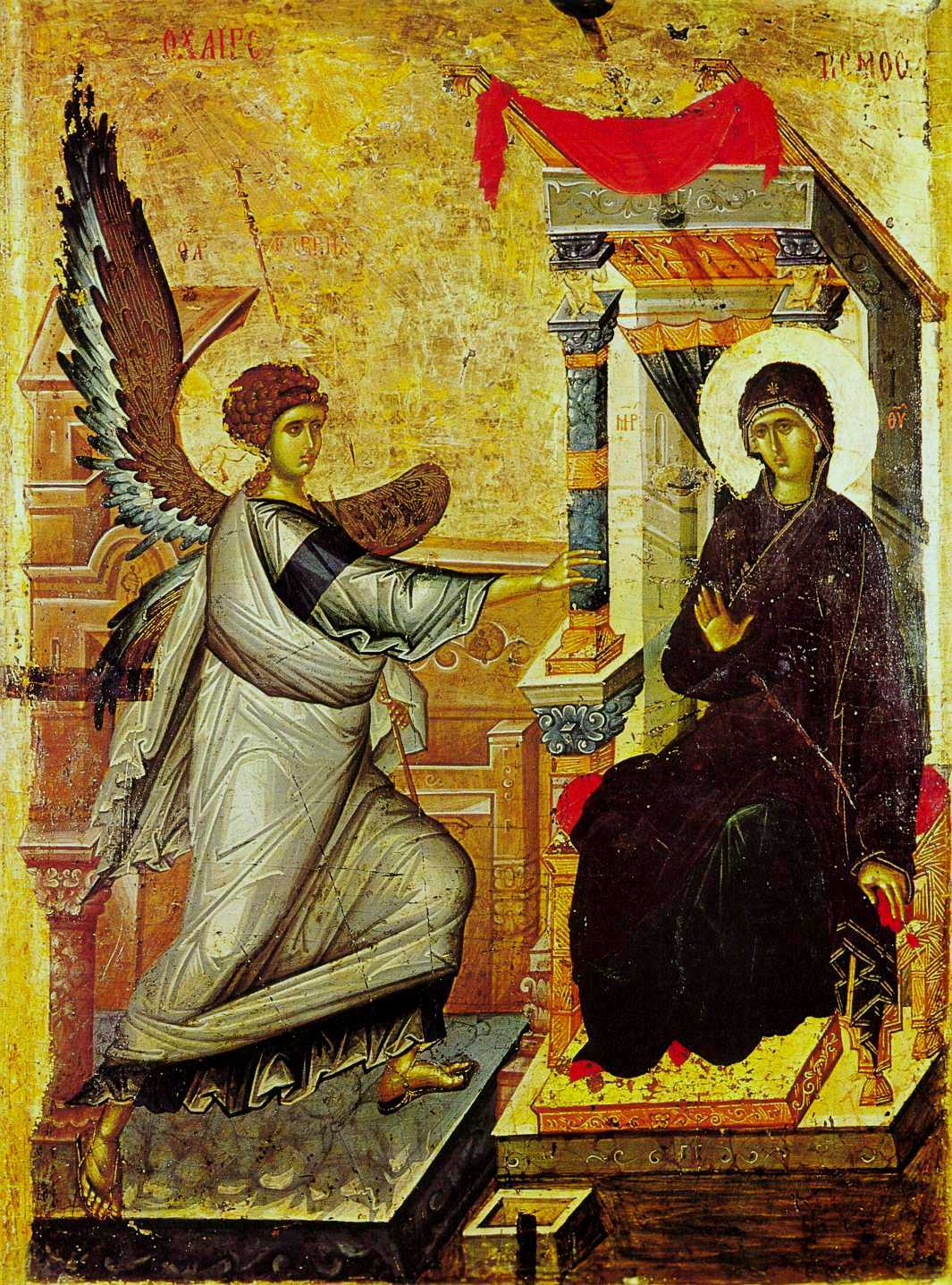
スヴェーティ・クリメント聖堂のイコン（生神女福音、14世紀初頭）

世界遺産委員会では、個別の適用理由を示していなかった。ただし、世界遺産センターは、この物件の概要を「オフリド湖畔に位置するオフリドの町は、ヨーロッパ最古の定住地の一つである。主に7世紀から19世紀に建設された町は、最古のスラブ人修道院（聖パンテレイモン）や11世紀から14世紀末まで遡る800点以上のビザンティン様式のイコンを擁している。これは、世界でもモスクワのトレチャコフ美術館の所蔵品に次ぐ重要なイコンのコレクションであると考えられている」と示しており、世界自然保全モニタリングセンターはそれに加えて、「保護区の大半を占めるオフリド湖は、世界最古の湖の一つである。そして、非常に清澄な水を湛え、その近縁種は化石でしか見られないような、第三紀から残存する淡水生物を擁する天然の博物館となっている」と説明している。